# BRM P138
Chronologie des modèles (1968 - 1969)
BRM P133 BRM P139
La BRM P138 est une monoplace de Formule 1 engagée en Championnat du monde de Formule 1 1968 et 1969 par l'écurie Owen Racing Organisation.

## Historique

### 1968
La P138 dispute deux épreuves en 1968, pilotée par Pedro Rodríguez en Italie et Bobby Unser aux États-Unis ; elle abandonne à chaque fois sur panne moteur,. BRM termine la saison à la cinquième place du championnat des constructeurs avec vingt-huit points, tous marqués par les BRM P126 et BRM P133.

### 1969
La première course de la saison est le Grand Prix d'Afrique du Sud avec John Surtees et Jackie Oliver au volant, Surtees conduisant la P138 et Oliver la BRM P133, Surtees abandonne en raison d'une panne moteur. 
Surtees termine cinquième en Espagne. Le Grand Prix de Monaco voit Surtees abandonner, boîte de vitesses cassée, en raison de son ratage de vitesse et de la Brabham de Jack Brabham qui l'a percuté. L'anglais termine neuvième aux Pays-Bas.
BRM saute le Grand Prix de France à cause de la réorganisation de l'équipe, du départ de Tony Rudd et du lancement de la BRM P139. La P138 n'est pas alignée en Grande-Bretagne, Surtees conduisant la P139, mais réapparaît au Grand Prix d'Allemagne avec Jackie Oliver au volant ; il abandonne en raison d'une fuite d'huile. Elle réapparaît ensuite au Grand Prix du Canada où le Canadien Bill Brack termine non-classé, avec dix tours de retard. 
Brack est alors remplacé par le Canadien George Eaton qui abandonne lors des deux dernières courses, sur panne moteur aux États-Unis et bris de boîte de vitesses au Mexique,.